# Берлин (карета)
Берли́н (за назвою міста Берлін) — ресорний кінний екіпаж, різновид карети, з кузовом (критим заскленим), підвішеним між 2 жердинами; був поширений у XVIII і XIX ст.

## Створення
Карета «Берлин» була виготовлена французьким каретним майстром Етьєном Кенелем в 1760-ті роки спеціально для родини графів Матюшкіних. Судячи з пропорцій і декору, вона була створена під впливом стилів рококо і класицизму. В оздобленні екіпажу особливе місце займають живописні композиції.

## Цікаві факти
Берлин згадується у поемі Т. Г. Шевченка «Катерина».